# Тюльпан лісовий
Тюльпан лісовий (Tulipa sylvestris) — вид трав'янистих рослин родини лілійні (Liliaceae), поширений у Європі, Північній Африці, західній Азії.

## Опис
Багаторічна трав'яниста рослина (10)30–45 см; цибулини часто столоноподібні, від яйцеподібних до оберненояйцевидні, 1.8–4(5) × 1–2.5 см; оболонка коричнево-чорна. Листків 2–3(4), широко рознесені, жолобчаті; листові пластини темно-зелені, від лінійних до лінійно-ланцетних, голі; проксимальна стеблева пластина 25–35 × 1–1.5(2) см. Квітів 1(2), нахилені в бутоні; листочків оцвітини 6(8), золотисто-жовті, середня жилка абаксіально підфарбована зеленим; зовнішні листочки оцвітини вузько-еліптичні до субромбічних, 30–40(65) × 8–15(25) мм, верхівка загострена; внутрішні листочки оцвітини еліптично-ланцеланцеві, 30–40(60) × 15–20(25) мм, коротко загострені; пиляки помаранчеві, 4–9 мм; зав'язь яскраво-зелена, 10–12 мм. Коробочка 15–30 × 14–16 мм. 2n = 36.

## Поширення
Поширений у Європі крім півночі, Північній Африці, західній Азії; інтродукований до США, північної Європи, Ірану.
В Україні вид зростає у дібровах, чагарниках, на трав'янистих схилах, гранітних, вапнякових і крейдяних відслоненнях, на пісковиках — на півдні Лісостепу, у Донецькому Лісостепу, у Степу.

## Галерея

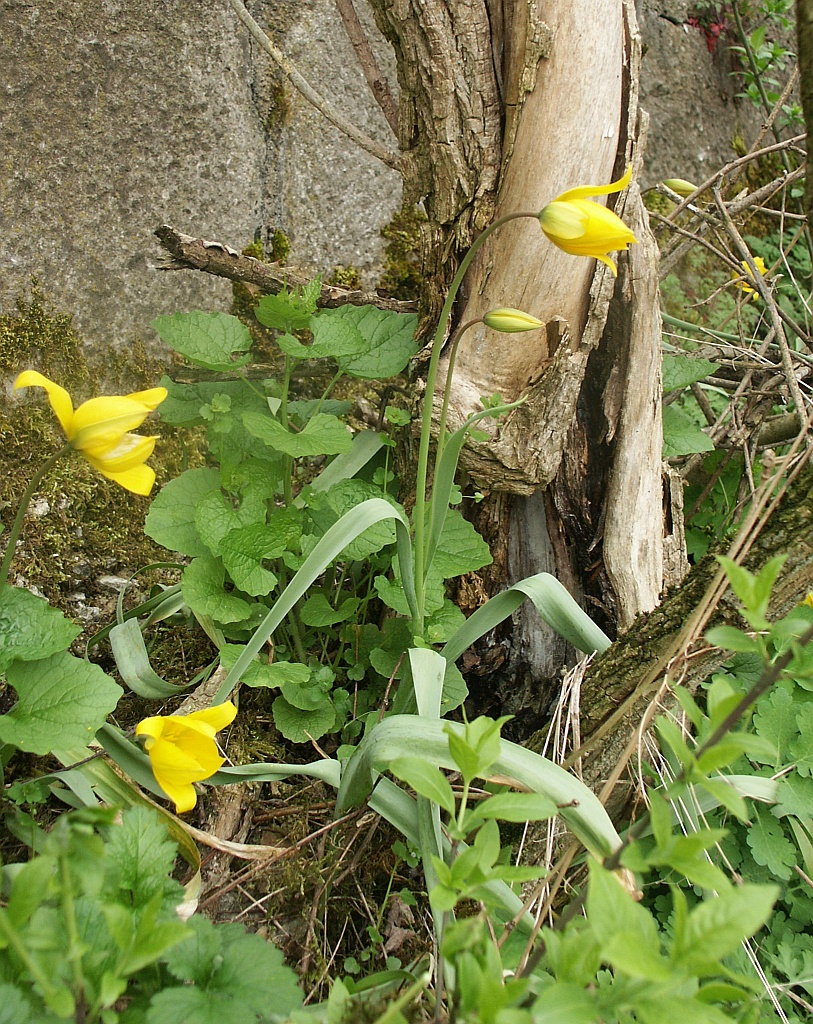
рослини
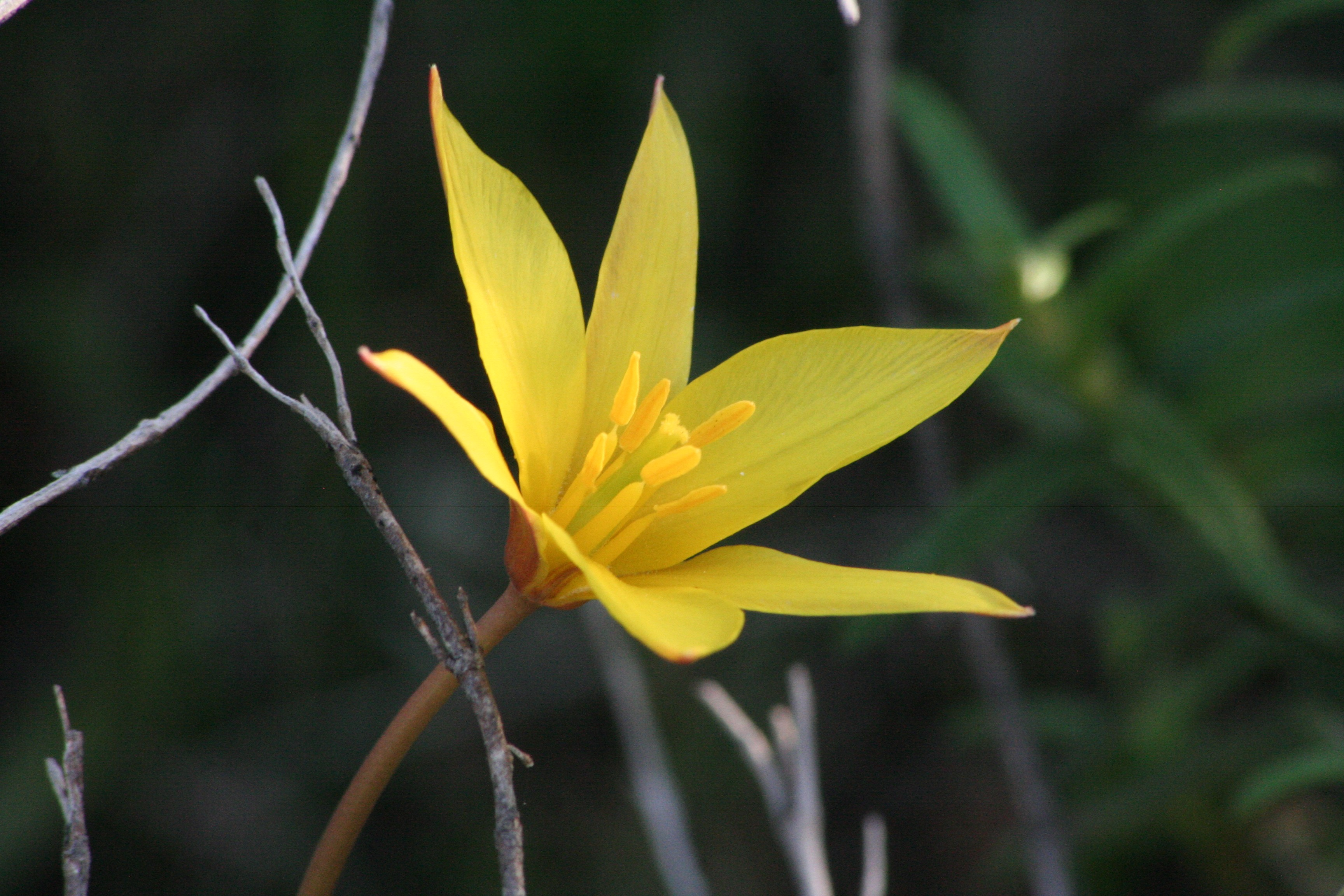
квітка
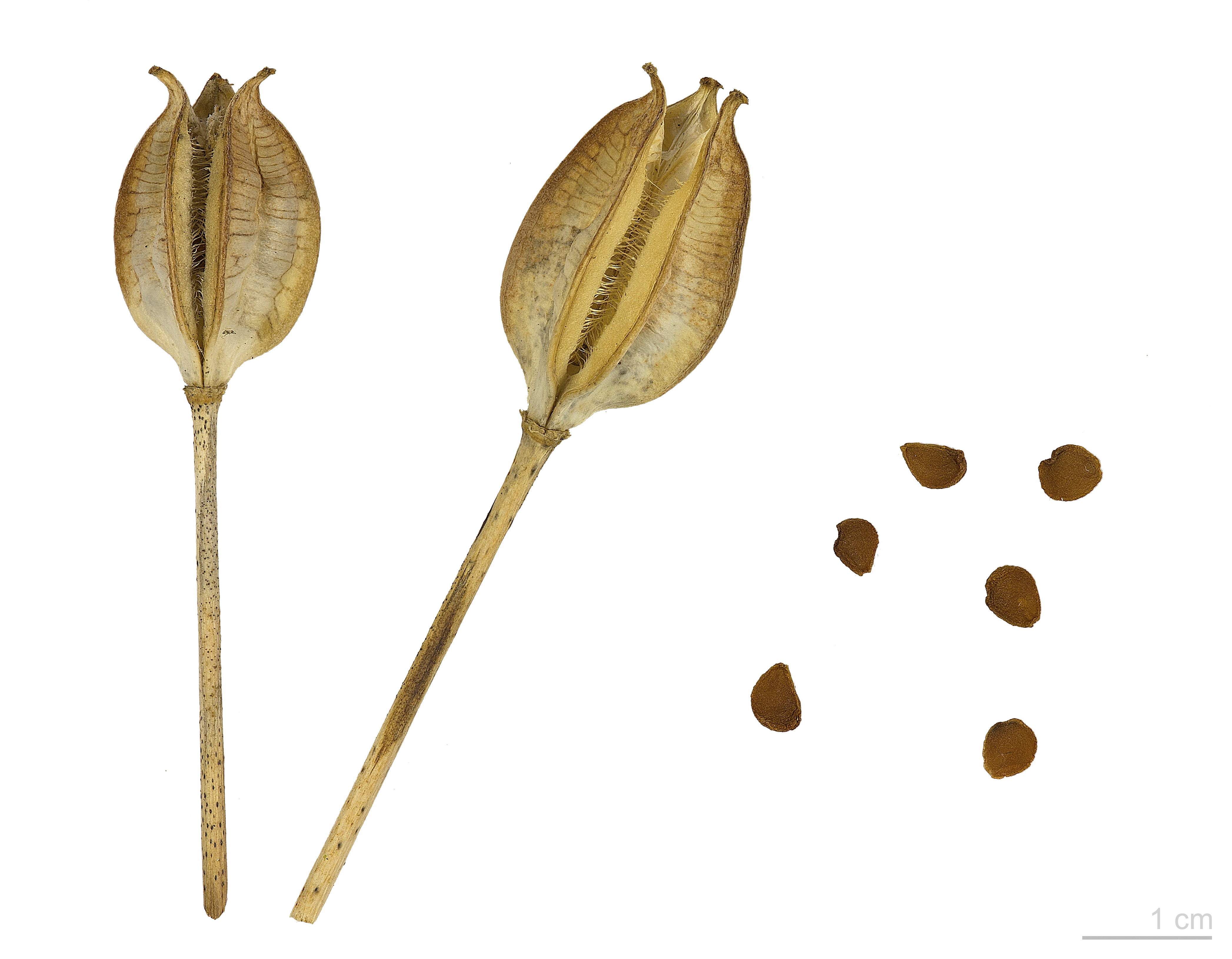
насіння
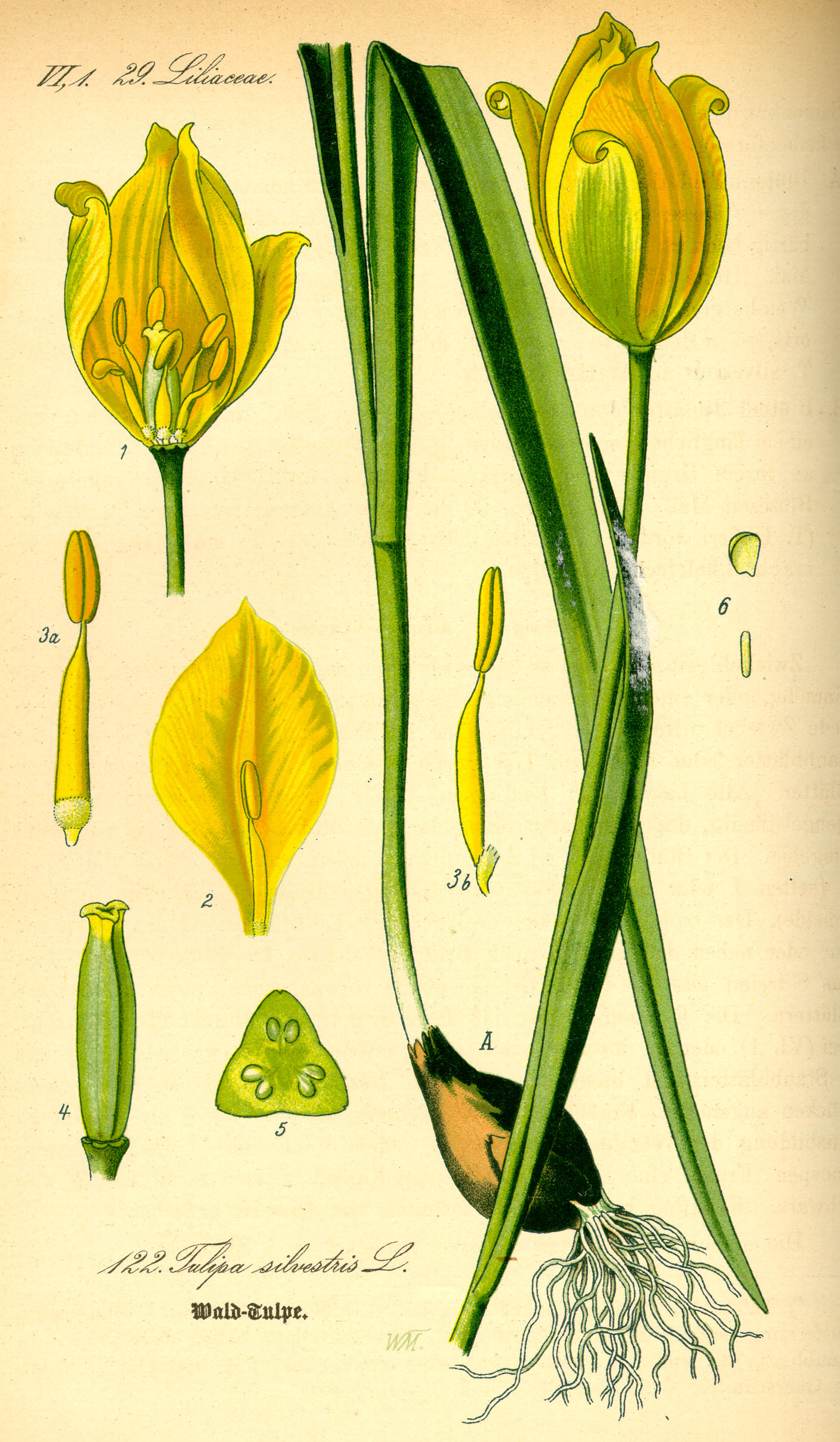
ілюстрація